# یوزف مویس
یوزف مویس (انگلیسی: Joseph Mewis؛ زادهٔ ۲۳ مارس ۱۹۳۱) کشتی‌گیر اهل بلژیک است.